# バトル・ビースト
バトル・ビースト（BATTLE BEAST）は、フィンランド出身のヘヴィメタル・バンド。
女性ボーカリストを擁する、パワーメタル・スタイルのグループ。2代目ボーカル就任以降の作品が本国チャートで1位を獲得し続け、代表的グループに躍進を遂げた。

## 概要

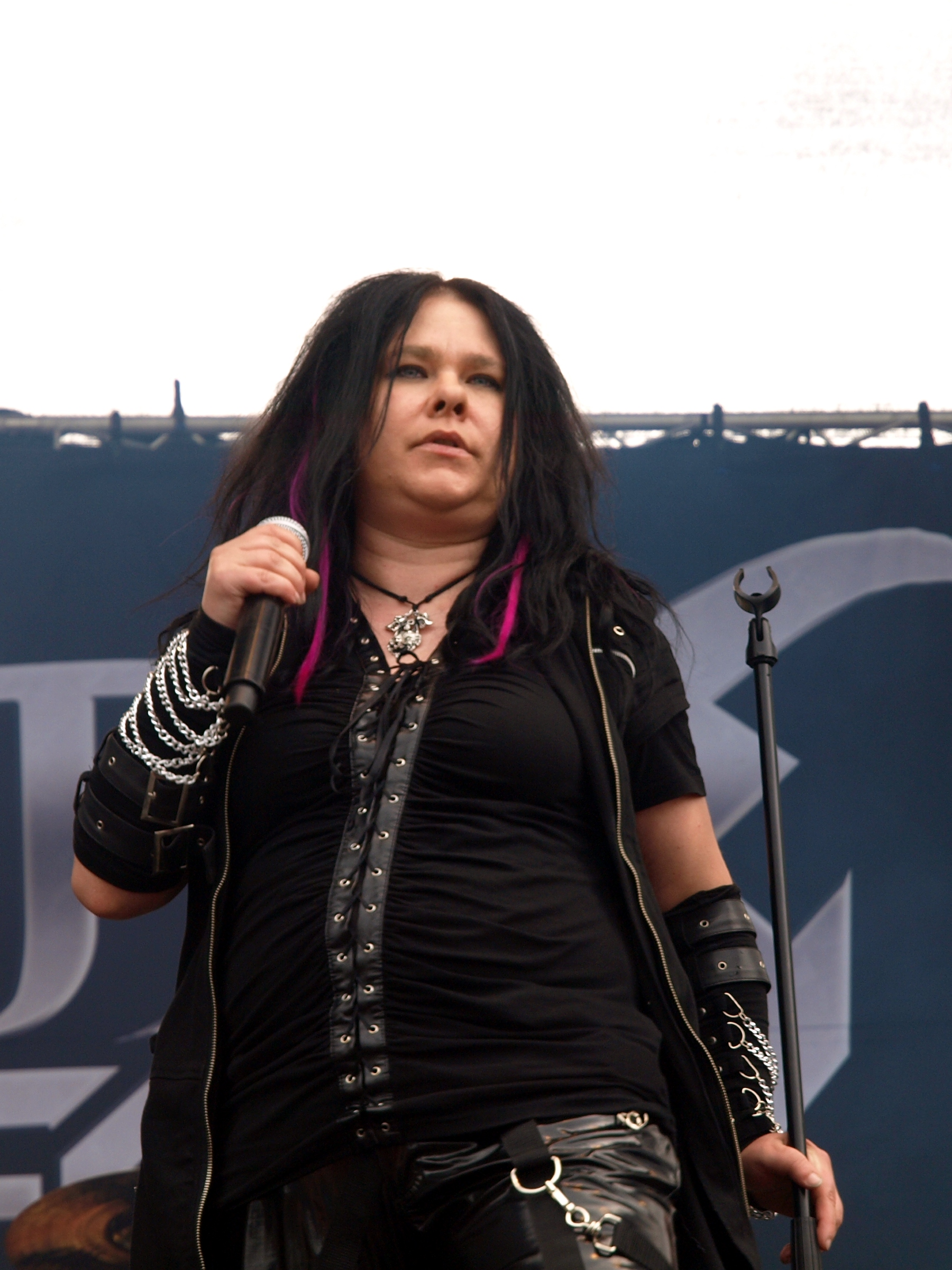
初代ボーカル ニッテ・ヴァロ (2011年)

当初のメンバー構成はギタリストのアントン・カバネン、ユーソ・ソイニオ、そしてドラマーのプル・ヴィッキであり、彼らは高校時代の同級生だった。その他のメンバーはヴォーカリストのニッテ・ヴァロ、ベーシストのエーロ・シピラとキーボーディストのヤンネ・ビョルクロートがオーディションを経てバンドに加入し、2008年に活動開始した。
レコード会社との契約を結ぶ前に、バトル・ビーストは2010年に2つの主なコンペで最も良く知られるようになった。一つは国際的なヴァッケン・メタル・バトル2010であり、ここには世界中から数千ものバンドが参加し、ファイナル・ステージはドイツの有名なメタル・フェスであるヴァッケン・オープン・エアだった。その後間もなく、バンドは主要なラジオ局ラジオ・ロック主催のコンペRadio Rock Starbaの優勝者であると発表された。フィンランドのレーベル、ハイプ・プロダクションと契約する前の同年の終わり頃にはメディアにおける露出度が高まっていた。
バトル・ビーストの1stアルバム『STEEL』は、2011年の春にフィンランドでリリースされた。"Show Me How to Die"と"Enter the Metal World"という2曲のシングルと共に、そしてラジオ・ロックでのヘビーローテーションが功を奏し、このアルバムは7位にまで上昇した。フィンランドのみのリリースであったにもかかわらず、このアルバムは間もなく国際的なレーベルであるニュークリア・ブラストの目に止まり、同年の後半にはバンドとライセンス契約を結んだ。『スティール』の再発盤には1曲のボーナス・トラックが入り、2012年にヨーロッパ市場で発売された。バンドは2012年2月のフィンランド・メタル・アワードの投票で第3位にランクインした。ヨーロッパでの『スティール』のプロモーションを兼ね、バトル・ビーストは同邦のバンドナイトウィッシュが行っていたヨーロッパでのライヴツアー『Imaginaerum World Tour』にオープニング・アクトとして同行し初めてのツアーを行った。このツアーは二つのバンド両者にとって成功だったと報じられた。ツアーの最終日にはナイトウィッシュはアコースティック・ヴァージョンとしてバトル・ビーストの"Show Me How to Die"を演奏してバトル・ビーストに敬意を表した。
2012年秋には、フィンランドでの夏のロック・フェスでツアーを行った後、ニッテ・ヴァロが家族の問題を理由にバンドを脱退した。彼女の脱退が発表された後、タンペレ出身の新しいリード・ヴォーカルのノーラ・ロウヒモが新加入すると発表された。ロウヒモと共に、バトル・ビーストは同年11月にはヨーロッパ・ツアーを開始し、この時には同国のパワーメタルバンドソナタ・アークティカのサポートを務めた。
このツアーの後、バンドは直ちにスタジオに向かって次作のレコーディングを始めた。所属レーベルだったハイプ・プロダクションは既に廃業しており、バンドはワーナー・ミュージックのフィンランド法人に移籍し、諸外国での版権はニュークリア・ブラストが保有する格好となった。ノーラ・ロウヒモを迎えて初めてのシングル「Into the Heart of Danger」を2013年にリリースし、その後にセルフタイトルの2ndアルバム『BATTLE BEAST』を同年5月に発表した。もう一つのシングルと"Black Ninja"の為のミュージック・ビデオがアルバムのリリースと同時にリリースされ、2ndアルバム『バトル・ビースト』は苦もなく前作『スティール』の売り上げを上回り、最高時には5位になって17週間にわたってチャートに留まった。このアルバムはドイツを含めたヨーロッパ各国でチャートに掲載された。同年秋には再度ヨーロッパ・ツアーを行い、この時にはドイツのバンド・パワーウルフやU.D.O.のサポートを務めた。
同年に日本のロックフェス「LOUD & METAL MANIA」に出演にて初来日公演。翌2014年も「LOUD PARK 14」出演にて再来日した。
2015年2月、3rdアルバム『UNHOLY SAVIOR』をリリースし、本国のチャート1位を獲得。発表後、バンドのコンポーザー アントン・カバネンが離脱し、後にヨーナ・ビョルクロートが加入。同4月に来日し、「渋谷CLUB QUATTRO」で単独公演を行った。
2017年、4thアルバム『Bringer of Pain』をリリース。2作連続で本国のチャート1位を獲得。
2019年、5thアルバム『No More Hollywood Endings』をリリースし、3作連続の本国チャート1位を獲得。

## メンバー
※2019年8月時点 

### 現ラインナップ
- ノーラ・ロウヒモ (Noora Louhimo) – ヴォーカル (2012- )
- ユーソ・ソイニオ (Juuso Soinio) – リズムギター (2008- )
- ヨーナ・ビョルクロート (Joona Björkroth) – リードギター (サポート2015, 正規2016- )
- エーロ・シピラ (Eero Sipilä) – ベース (2008- )
- プル・ヴィッキ (Pyry Vikki) – ドラムス (2008- )
- ヤンネ・ビョルクロート (Janne Björkroth) – キーボード (2008- )

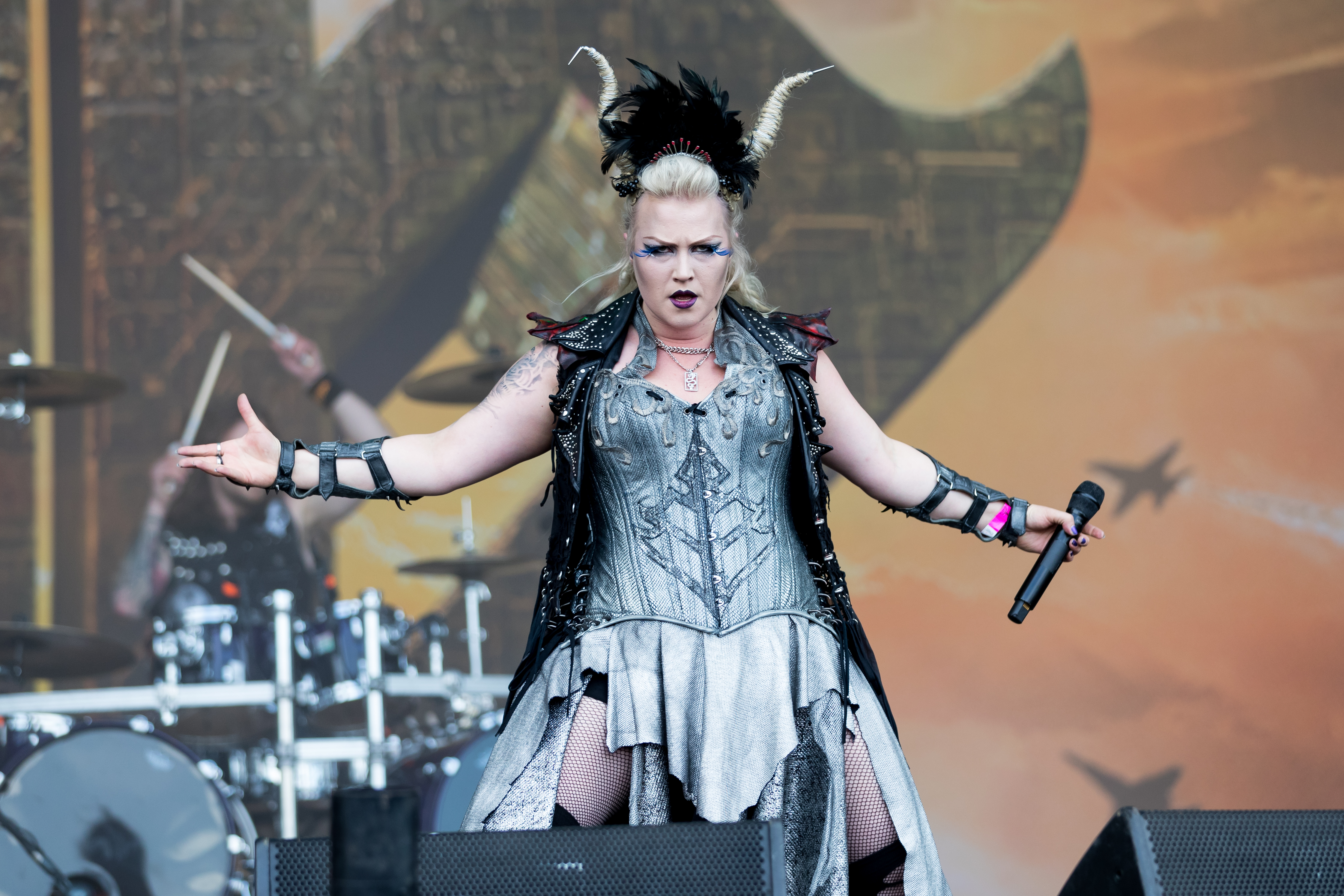
ノーラ・ロウヒモ(Vo) 2019年
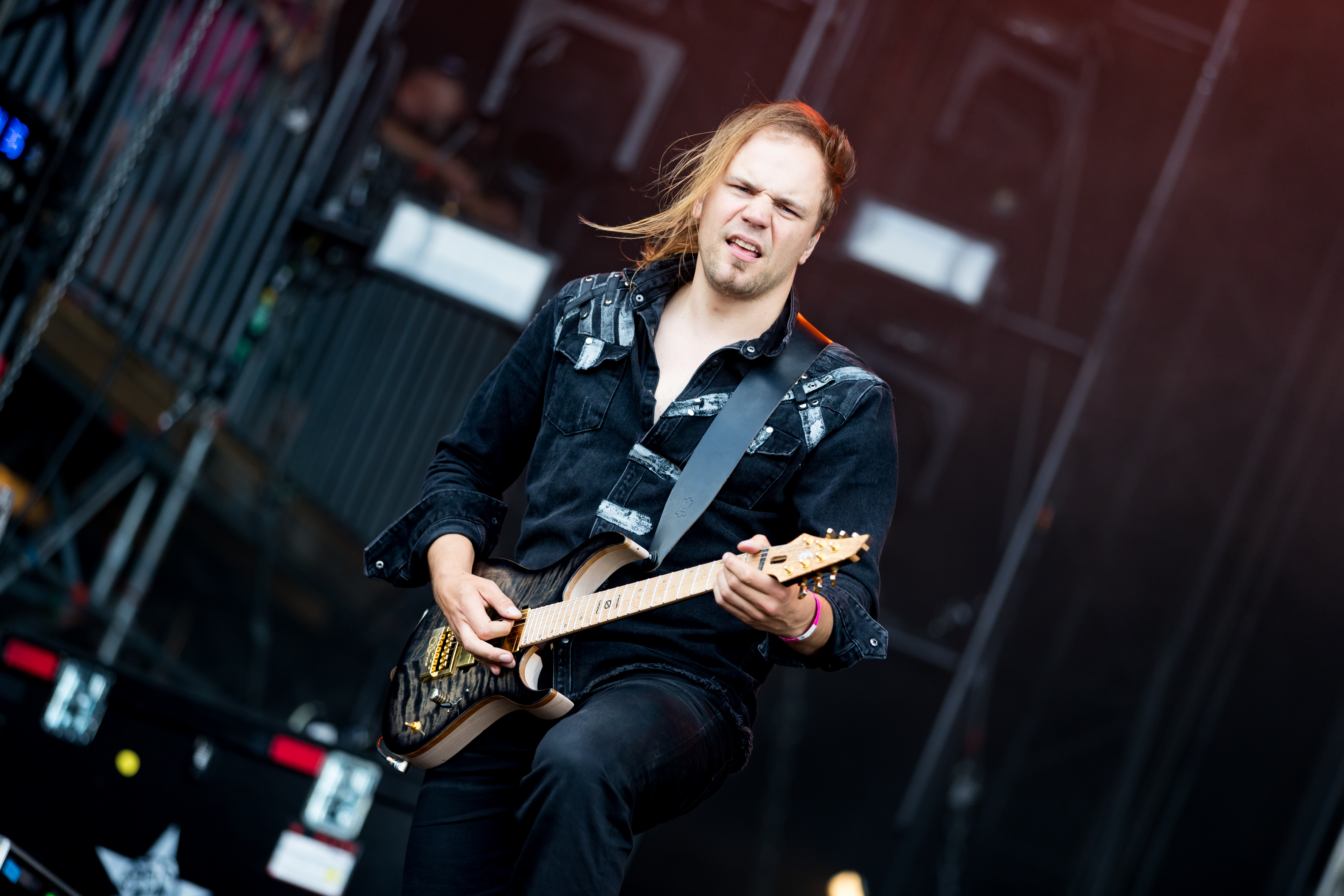
ユーソ・ソイニオ(G) 2019年
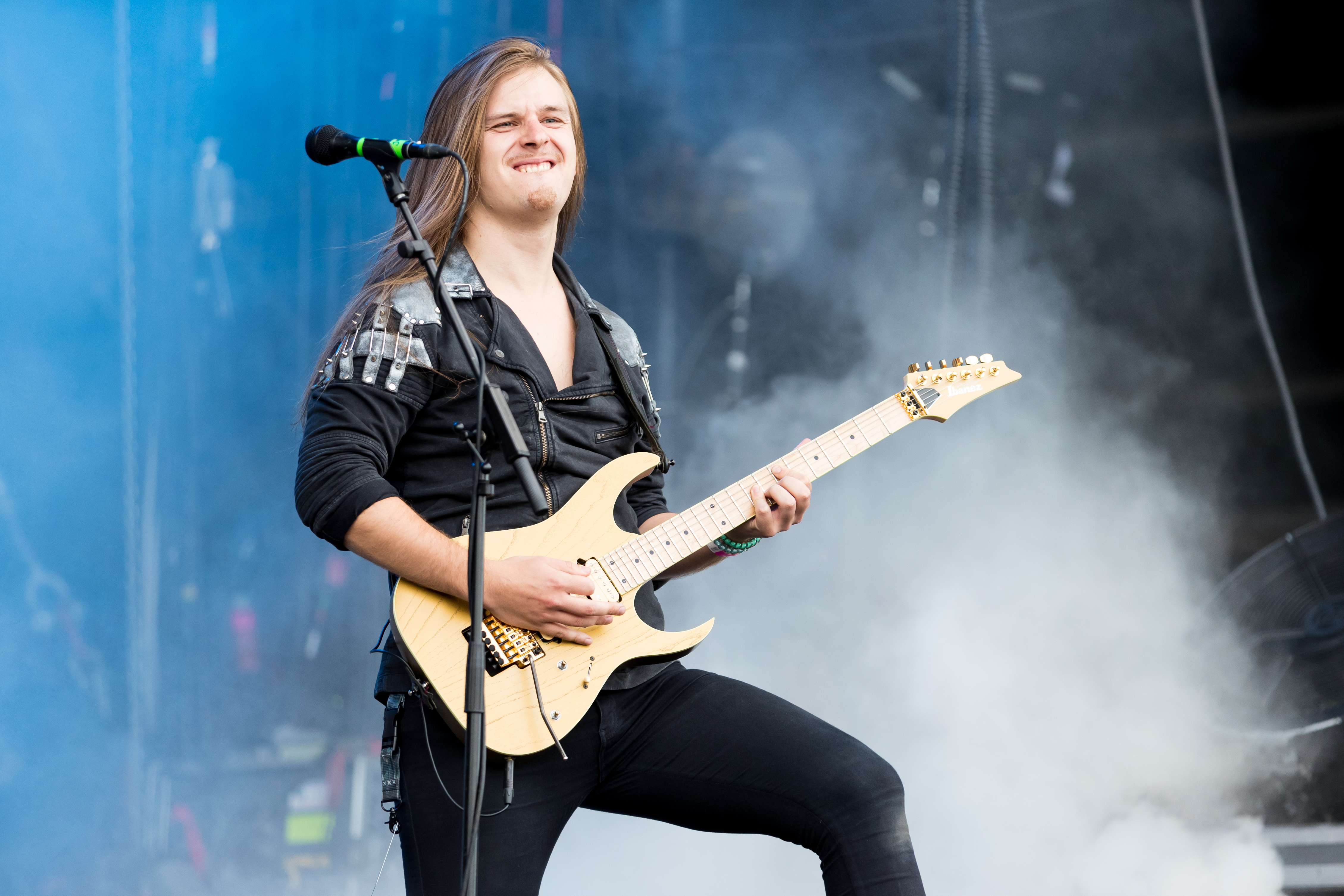
ヨーナ・ビョルクロト(G) 2019年
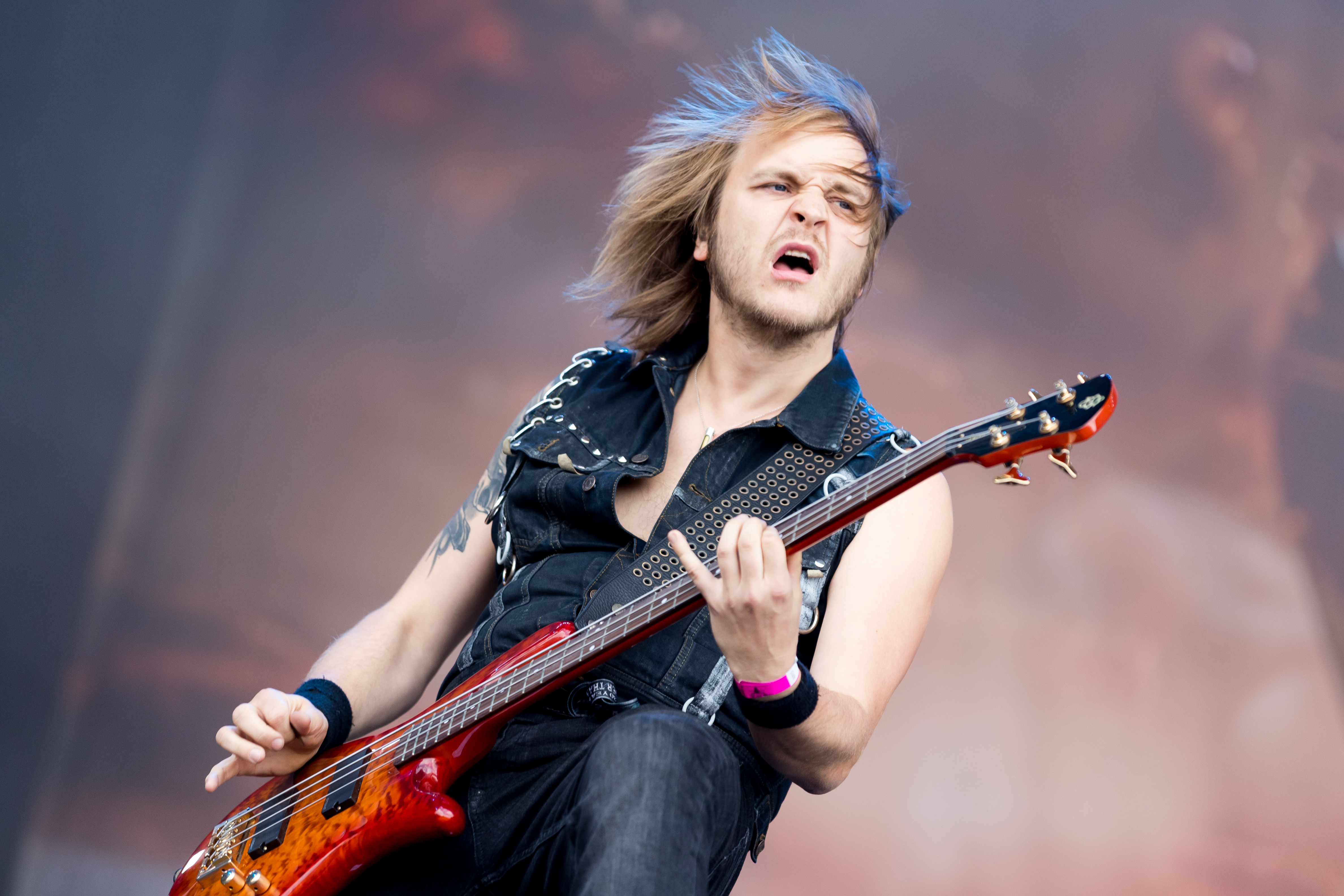
エーロ・シピラ(B) 2019年
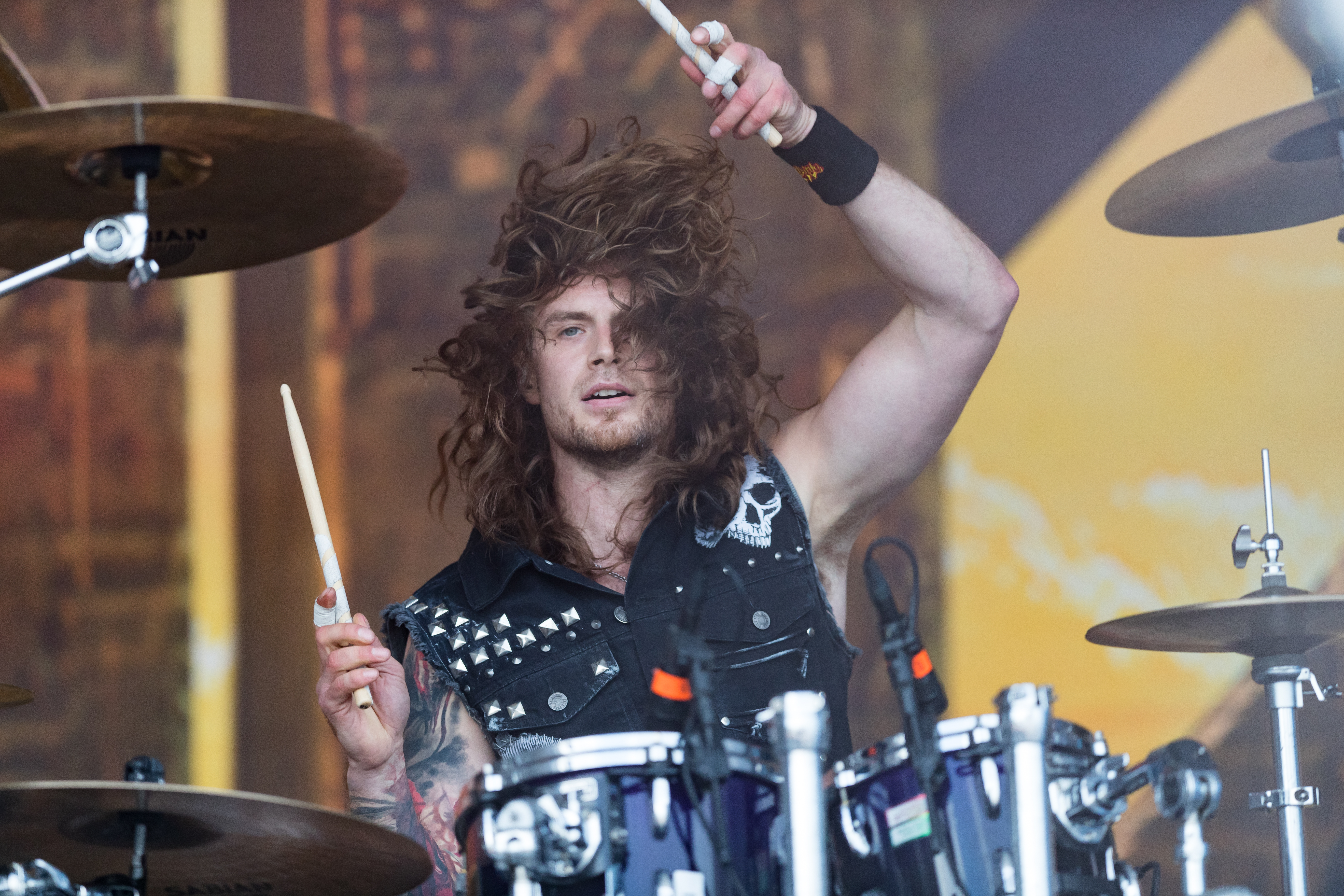
プル・ヴィッキ(Ds) 2019年
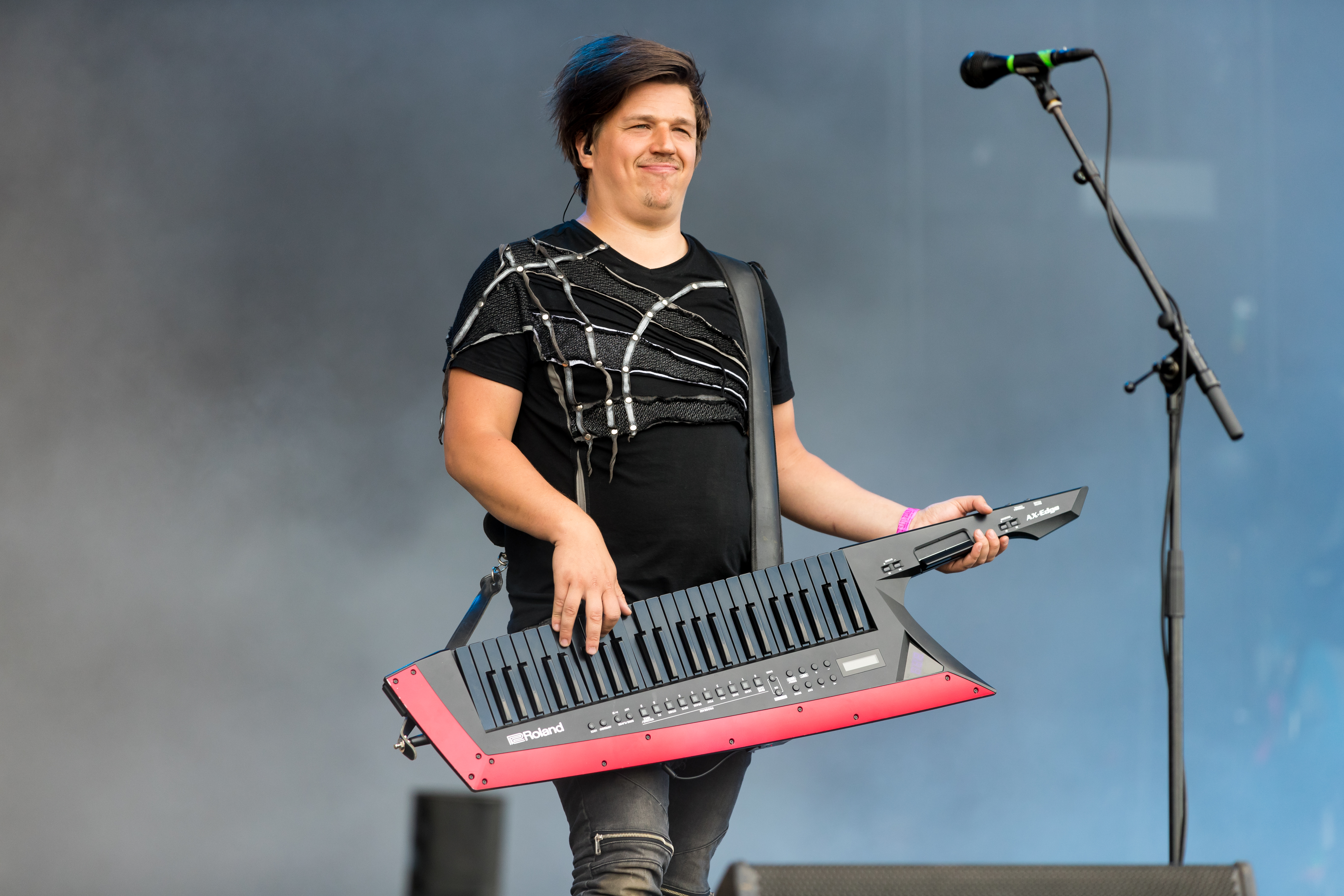
ヤンネ・ビョルクロート(Key) 2019年

### 旧メンバー
- ニッテ・ヴァロ (Nitte Valo) - ヴォーカル (2008-2012)
- アントン・カバネン (Anton Kabanen) – リードギター (2008-2015)

## ディスコグラフィ
アルバム
| 発売年 | 表題                      | 最高位       | 最高位               | 最高位 | 最高位 | 備考 |
| 発売年 | 表題                      | フィンランド | ベルギー(ワロン地域) | スイス | ドイツ | 備考 |
| ------ | ------------------------- | ------------ | -------------------- | ------ | ------ | ---- |
| 2011   | Steel                     | 7            | –                    | –      | –      |      |
| 2013   | Battle Beast              | 5            | 111                  | 77     | 82     |      |
| 2015   | Unholy Savior             | 1            | -                    | 71     | 39     |      |
| 2017   | Bringer of Pain           | 1            | 64                   | 16     | 14     |      |
| 2019   | No More Hollywood Endings | 1            | 190                  | 12     | 11     |      |
| 2022   | Circus of Doom            | 1            | -                    | 5      | 9      |      |